# Temporada de furacões no Pacífico de 1958
A Temporada de furacões no Pacífico de 1958 viu treze sistemas tropicais. Ele iniciou oficialmente em 15 de maio de 1958 no Pacífico Leste e acabou em 30 de novembro de 1958.

## Sistemas

### Furacão One
Em 14 de junho uma tempestade tropical atingiu o sul do México.

### Tempestade tropical Dois
A tempestade tropical Dois existiu entre 13 e 15 de junho.

### Furacão Três
O furacão Três existiu de 19 de julho a 21 de julho.  O furacão Três atingiu o pico de intensidade quando estava localizado no dia 19 a 18N 129W por observações feitas no WAITEMATA.  Viajou directamente para oeste no dia 21 até cerca de 18N 139W.

### Furacão Quatro
O furacão Quatro existiu de 21 de julho a 25 de julho.  A tempestade tropical desenvolveu-se em 19N 125W. Esta tempestade tropical tomou um percurso para o oeste e nor-noroeste a partir do dia 21. No dia 23 tornou-se um furacão, perto de 19N 132W mas apenas por um dia.  Ele continuou para noroeste para cerca de 24N 136W no dia 25, então degenerou para uma área de aguaceiros.

### Tempestade tropical Cinco
A tempestade Tropical Cinco existiu de 26 de julho a 30 de julho. Uma tempestade tropical desenvolveu-se no dia 26 a cerca de 140 milhas a oeste de Acapulco, México. Esta tempestade teve ventos de 45 a 55 nós desde a sua identificação até ao dia 29. Moveu-se para noroeste ao largo da Costa do México, finalmente no dia 30 dividindo-se em uma área de aguaceiros perto de 26N 117W.

### Tempestade tropical Seis
A tempestade Tropical Seis existiu de 31 de julho a 1 de agosto.

### Tempestade tropical Sete
Uma tempestade tropical rapidamente se desenvolveu a leste do Havaí em 7 de agosto. Moveu-se para oeste em Hilo, onde a sua circulação foi muito interrompida. Uma depressão enfraquecida persistiu por mais 2 dias antes de se dissipar. Embora fraca, a tempestade causou enchentes muito pesadas, resultando em US $500.000 em prejuízos.  Um avião particular caiu perto do aeroporto Hilo no dia 7, matando o piloto e ferindo os dois passageiros.

### Tempestade tropical Oito
A tempestade Tropical Cinco existiu de 13 até 14 de agosto.

### Furacão Nove
A tempestade Tropical Cinco existiu de 6 a 13 de setembro.

### Tempestade tropical Dez
A meados de setembro, uma tempestade tropical moveu-se pela costa acima da Baja California.

### Furacão June
O tufão brevemente cruzou a linha de data em 20 de setembro.

### Furacão Onze
Um furacão moveu-se para o norte através de Baja Califórnia e México e dissipou-se sobre o Novo México.

### Tempestade tropical Doze
A tempestade Tropical Cinco existiu de 14 a 17 de outubro.

### Tempestade tropical Treze
Em 30 de outubro uma tempestade tropical atingiu o sudoeste do México.